# Gylmar dos Santos Neves
Gylmar dos Santos Neves, mais conhecido como Gilmar, (Santos, 22 de agosto de 1930 — São Paulo, 25 de agosto de 2013), foi um futebolista brasileiro que atuava como goleiro.
Bicampeão mundial pela Seleção Brasileira e amplamente considerado o maior goleiro brasileiro e um dos maiores de toda a história, foi votado como um dos 20 maiores goleiros do século XX, pela IFFHS. É o único em sua posição a vencer mais de uma Copa do Mundo.
Jogou em times lendários como o Corinthians da década de 50, o Santos da década de 1960 e na Seleção Brasileira bicampeã do mundo. Gilmar possui o privilégio de ter sido "campeão de tudo" em sua época, devido ao fato de ter ao menos um título em cada competição que disputou. Também era conhecido por ter usado, durante a Copa do Mundo de 1958 na Suécia, a camisa n° 3 na Seleção.
Foi a inspiração do que é considerado o maior goleiro de todos os tempos, Lev Yashin.

## Carreira

### Clubes
Nascido no bairro do Macuco, aos 15 anos iniciou sua carreira de goleiro jogando na meta do time amador dos Portuários, equipe da Cia. Docas de Santos. Aos 19 anos era conhecido como “Cabo Neves” quando participou do Exército Nacional.

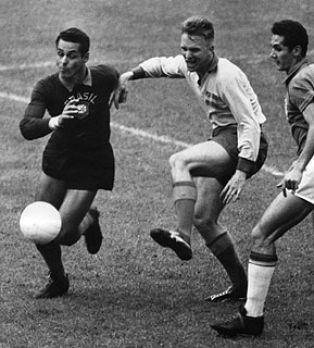
Gilmar na final da Copa do Mundo da Suécia, em 1958.

Gilmar, Vicente Feola e Belini com a taça da Copa do Mundo (1958).

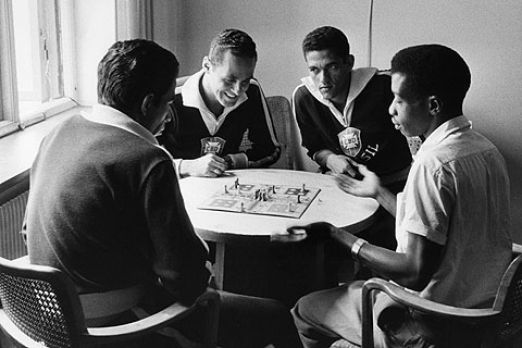
Vava, Gilmar, Garrincha e Moacir jogando Ludo em 1958.

Gilmar e Juscelino Kubitschek após a conquista da Copa do Mundo 1958.

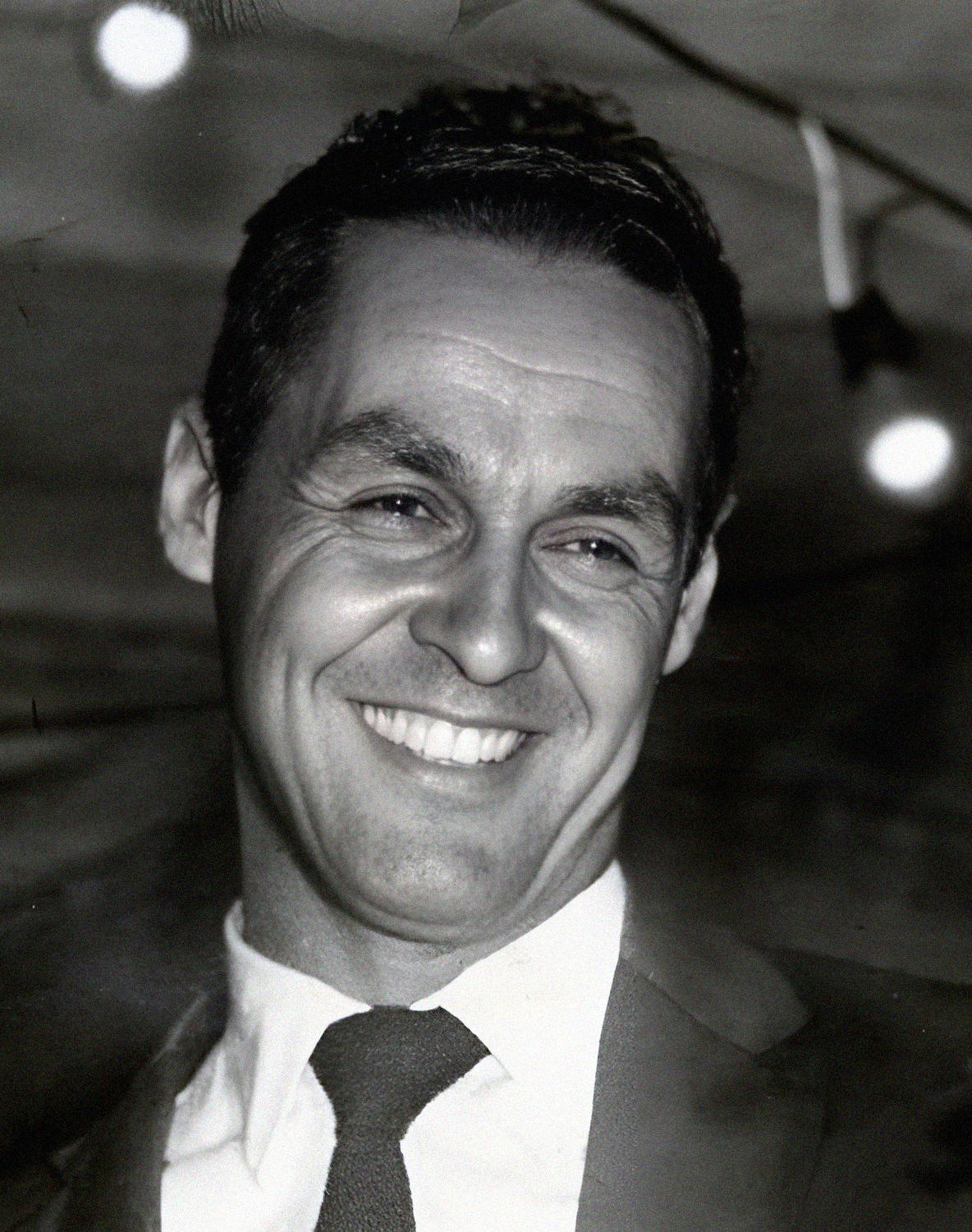
Gilmar 1958.

Gilmar veio do Jabaquara para o Corinthians, em 1951, seu primeiro grande clube, por um acaso. Na verdade, os dirigentes do clube paulistano queriam outro jogador do clube santista, o meio-campista Ciciá, que o Jabaquara só aceitou vender se o clube levasse Gilmar de contrapeso.
Inicialmente reserva e até terceira opção, estreou no Timão em 26 de maio de 1951, em amistoso contra o Madureira vencido por 8x2. O seu início no Corinthians, foi um tanto complicado, pois foi considerado o principal culpado pela derrota por 7 a 3 (25 de novembro de 1951) contra a Portuguesa de Desportos pelo Campeonato Paulista. Depois de quatro meses voltaria a defender a meta alvinegra, para se consagrar campeão paulista, ainda como reserva.
Voltaria a ser titular em abril do ano seguinte, num amistoso contra o Radium, em Mococa. Aos poucos foi conquistando seu espaço e ganhando títulos.
Durante seus dez anos de Corinthians, conquistou os títulos do Torneio Rio-São Paulo de 1953, 1954 e Pequena Taça do Mundo, os Campeonatos Paulistas de 1951, 1952 e 1954, este último no qual festejava-se o IV centenário da cidade de São Paulo e foi condecorado com o título de "supremo guardião do campeão do quarto centenário".
É considerado o melhor goleiro da história do Corinthians.
Em 1961, após dez anos, ele se despediu do Corinthians, em meio a brigas com o presidente Wadih Helou, que o acusava de corpo mole durante os primeiros anos de fila do clube paulistano. Foram 396 jogos vestindo a camisa alvinegra.
Se transferiu para o Santos FC, onde fez sua estreia na meta santista no dia 7 de janeiro de 1962, diante do Barcelona de Guayaquil, no Equador em amistoso vencido pelo Peixe pelo placar de 6 a 2
Foi uma fase muito vitoriosa, conquistando os Campeonatos Paulistas de 1962, 1964, 1965, 1967 e 1968, as Taças Brasil de 1962, 1963, 1964 e 1965, as Taças Libertadores da América de 1962 e 1963, os Taça Intercontinental de 1962 e 1963, os Torneios Rio-São Paulo de 1963, 1964, e 1966, o Torneio Roberto Gomes Pedrosa de 1968 e, a Recopa dos Campeões Intercontinentais de 1968.
Em 1966, recebeu o troféu Belfort Duarte, ofertado aos atletas mais disciplinados dentro dos gramados.
Sua última atuação pelo clube foi no dia 5 de outubro de 1969, na derrota diante do Cruzeiro por 3 a 2, no Torneio Roberto Gomes Pedrosa no Morumbi.

### Seleção Brasileira
Gilmar estreou na Seleção Brasileira em 1 de março de 1953, na vitória de 8 a 1 sobre a Bolívia, válida pelo Campeonato Sul-Americano (atual Copa América), disputado no Peru. Assim como nos clubes em que passou, Gilmar também fez história na Seleção do Brasil. Em 1958, ajudou a Seleção Brasileira a conquistar a sua primeira Copa do Mundo. Em 1962, repetiu o feito conquistando sua segunda Copa do Mundo com a Seleção Brasileira. Em 1966, Gilmar também estava lá. Porém, ele não teve a mesma glória de 1958 e 1962, embora tivesse jogado duas partidas, e mais tarde seria substituído por Haílton Corrêa de Arruda, o Manga. Gilmar jogou pela Seleção Brasileira até 1969, sendo a vitória de 2 a 1 contra a Inglaterra, em 12 de junho, num amistoso disputado no Maracanã, sua última partida pela seleção.

### Fora dos campos
De acordo com o geólogo Adriano Diogo, Gilmar era despachante do DOI-CODI (Destacamento de Operações de Informação – Centro de Operações de Defesa Interna).
Foi diretor do Centro Olímpico de Treinamento e Pesquisa (COTP) da Secretaria Municipal de Esportes de São Paulo entre 1999 e 2000, durante o mandato do ex-prefeito Celso Pitta.
Em 2000 foi Secretário interino de Esportes, época em que sofreu um AVC.

## Títulos
Corinthians
- Troféu Bandeirante: 1952
- Taça dos Invictos:1956, 1957
- Taça Prefeitura Municipal de São Paulo: 1953
- Torneio de Brasília: 1958
- Torneio Internacional Charles Miller: 1955
- Copa do Atlântico de Clubes: 1956
- Campeonato Paulista: 1951, 1952, 1954
- Torneio Rio-São Paulo: 1953 e 1954
- Pequena Taça do Mundo: 1953

Seleção Brasileira
- Copa do Mundo: 1958 e 1962

Santos
- Campeonato Paulista: 1962, 1964, 1965, 1967, 1968
- Campeonato Brasileiro: 1962, 1963, 1964 , 1965 e 1968
- Taça Libertadores da América: 1962 e 1963
- Copa Intercontinental: 1962 e 1963
- Torneio Rio-São Paulo: 1963, 1964¹ e 1966²
- Recopa dos Campeões Mundiais: 1968

(1): dividido com o Botafogo;
(2): dividido com o Botafogo, o Corinthians e o Vasco da Gama.

## Prêmios
- Em 1966 ganhou o Prêmio Belfort Duarte, que homenageava o jogador de futebol profissional que passasse dez anos sem sofrer uma expulsão, tendo jogado pelo menos 200 partidas nacionais ou internacionais.
- Seleção de Todos os Tempos do Brasil (IFFHS): 2021[13]

## Morte
Debilitado devido a um AVC sofrido em 2000, que deixou Gylmar com 40% de seu corpo paralisado, faleceu no Hospital Sírio Libanês em São Paulo em 25 de agosto de 2013 devido a um infarto.

Jabaquara, Corinthians, Santos e a FIFA homenagearam Gylmar em seus sites oficiais.